# 9954 Брахіозавр
9954 Брахіозавр (9954 Brachiosaurus) — астероїд головного поясу, відкритий 8 квітня 1991 року.
Тіссеранів параметр щодо Юпітера — 3,311.